# Charles J. Ross
Charles J. Ross (18 de febrero de 1859 – 15 de junio de 1918) fue un artista, compositor y actor y productor teatral de origen canadiense, cuya carrera desarrolló en el vodevil, el género burlesque y el teatro convencional. Junto a su esposa, Mabel Fenton, se hizo popular gracias a sus parodias de obras clásicas.

## Biografía

### Inicios
Su nombre verdadero era Charles Joseph Kelly, y nació en Montreal, Quebec, siendo sus padres William, un carpintero, y Caroline Brown.

### Carrera
Ross empezó trabajando como animador de circo para P. T. Barnum antes de debutar en el teatro el 5 de abril de 1885 en el Teatro Miner’s Bowery, en Manhattan actuando como cantante e imitador. Más adelante actuó con Herman’s Transatlantics en un número representado en el Teatro Atlantic Gardens Bowery. Con el paso de los años, Ross fue desarrollando su talento como comediante e intérprete de farsas, actuando para compañías de vodevil itinerantes y radicadas en Nueva York.

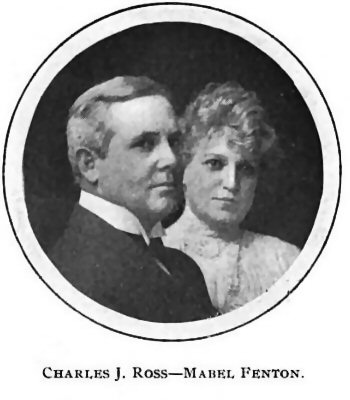
Ross y Mabel Fenton, 1904

Ross se casó con la actriz Ada Towne (conocida por el nombre artístico de Mabel Fenton) el 9 de junio de 1887, durante una escala en Deadwood (Dakota del Sur) durante una gira de vodevil por el oeste de Estados Unidos. La pareja creó pronto el número Ross and Fenton, y a los dos años eran integrantes básicos de la compañía Weber and Fields en Nueva York, interpretando sus producciones de farsas de clásicos y de piezas populares del momento. Ross formó más adelante una compañía propia, y siguió actuando bien entradas las primeras décadas del siglo XX. El matrimonio actuó, por lo menos, en dos filmes, Death of Nancy Sykes (1897) y How Molly Malone Made Good (1915).

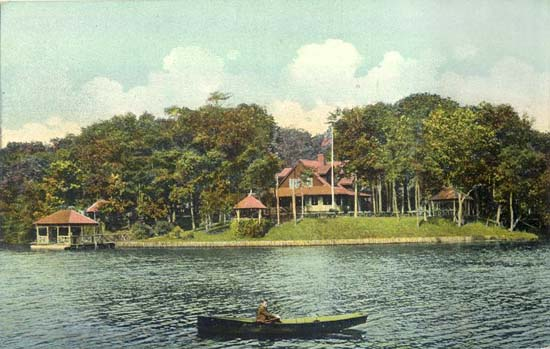
Ross-Fenton Farm, hacia 1900

A finales de los años 1890, Ross y su esposa inauguraron Ross Fenton Farm, un hotel en Asbury Park, Nueva Jersey, que también utilizaron como residencia. Durante varios años, Ross Fenton Farm fue una popular meca de los artistas neoyorquinos. La mayor parte del hotel se quemó hasta los cimientos en 1950. 

### Muerte
Charles J. Ross falleció en 1918 en Ross Fenton Farm tras una larga enfermedad y una intervención quirúrgica fallida. Mabel Fenton murió el 19 de abril de 1931 en Los Ángeles, a los 66 años de edad. Ambos fueron enterrados en el Cementerio Glenwood en West Long Branch, Nueva Jersey.

## Actuaciones en Broadway

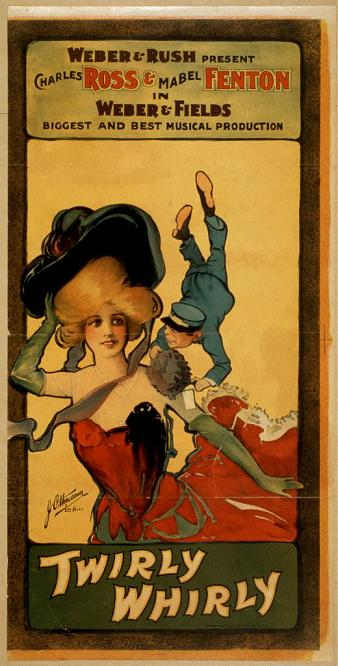
Póster de Twirly Whirly (Biblioteca del Congreso de Estados Unidos, hacia 1890)

| Fecha                                         | Producción                        | Papel                             | Notas                 |
| --------------------------------------------- | --------------------------------- | --------------------------------- | --------------------- |
| 6 de abril – 27 de mayo de 1899               | Helter Skelter                    | Lord Shaggy Shetland              |                       |
| 21 de septiembre de 1899 – 5 de mayo de 1900  | Whirl-i-gig                       | Intérprete                        |                       |
| 6 de septiembre de 1900 – 20 de abril de 1901 | Fiddle-dee-dee                    | Marcus Finishus, Teniente Tention |                       |
| 11 de febrero – 4 de mayo de 1901             | My Lady                           | Cardenal Richelieu                |                       |
| 4 de noviembre de 1901 – 31 de mayo de 1902   | The Sleeping Beauty and the Beast | Reina Spadia                      |                       |
| 24 de septiembre de 1903 – 28 de mayo de 1904 | Catherine                         | Duque de Coocoo                   |                       |
| 9 de abril – 15 de septiembre de 1906         | The Social Whirl                  | Julian Endicott                   | Letrista y compositor |
| 1 de abril – 14 de abril de 1907              | The Social Whirl                  | Intérprete                        |                       |
| 8 de julio – 10 de noviembre de 1907          | Ziegfeld Follies of 1907          | Intérprete                        |                       |
| 2 de enero – 16 de mayo de 1908               | The Merry Widow Burlesque         | Príncipe Dandilo                  |                       |
| 16 de noviembre de 1908 – 30 de enero de 1909 | The Merry Widow and The Devil     | Príncipe Dandilo                  |                       |
| 1 de septiembre de 1909 – enero de 1910       | The Love Cure                     | Torrelli                          |                       |
| 23 de octubre – octubre de 1911               | Mrs. Avery                        | –                                 | Productor             |
| 11 de abril – 7 de septiembre de 1912         | A Winsome Widow                   | Rashleigh Gay                     |                       |
| 22 de julio – 16 de noviembre de 1912         | The Passing Show of 1912          | Intérprete                        |                       |

## Filmografía
| Año  | Título                     | Papel               | Notas                                        |
| ---- | -------------------------- | ------------------- | -------------------------------------------- |
| 1897 | Death of Nancy Sykes       | Bill Sykes          | Corto                                        |
| 1914 | The Great Diamond Robbery  | Mr. Bulford         |                                              |
| 1914 | A Double Haul              |                     | Corto Otro título: The Millionaire Detective |
| 1914 | A Strange Adventure        |                     | Corto                                        |
| 1915 | How Molly Malone Made Good | Cameo como él mismo |                                              |
| 1915 | The Senator                |                     |                                              |
| 1916 | Who Killed Simon Baird?    | John Maitland       | Otro título: By Whose Hand?                  |